# William Seaman

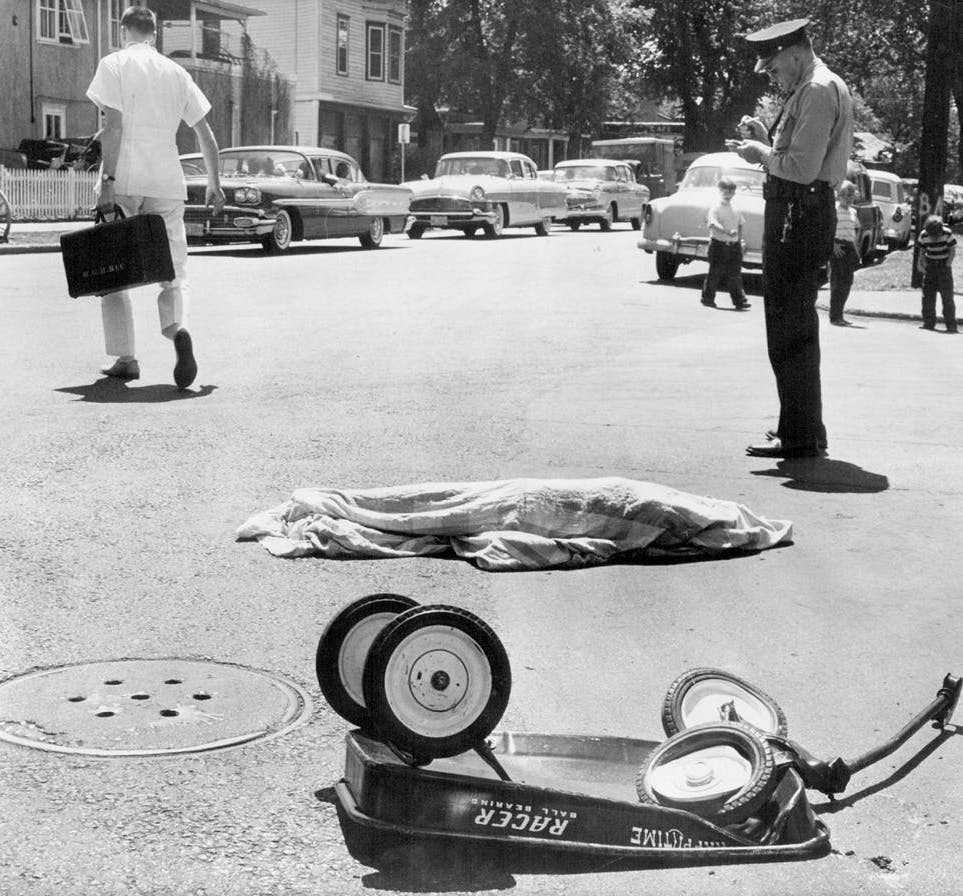
„Kola smrti“, 16. května 1958, Seamanova fotografie oceněná Pulitzerovou cenou

William Casper Seaman (19. ledna 1925 – 6. prosince 1997) byl americký fotograf z Grand Island v Nebrasce.

## Životopis
V roce 1959 získal Pulitzerovu cenu za fotografii za snímek s názvem Wheels of Death (Kola smrti), „dramatickou fotografii náhlé smrti dítěte na ulici“. Na fotografii je zakryté tělo devítiletého Ralpha Fossuma poté, co byl zabit projíždějícím autem v Minneapolisu.
Od roku 1945 do roku 1982 byl zaměstnaný jako fotograf pro Minneapolis Star.
Zemřel 6. prosince 1997 v Minneapolisu přirozenou smrtí. Bylo mu 72 let.